# Lista över countyn i Tennessee

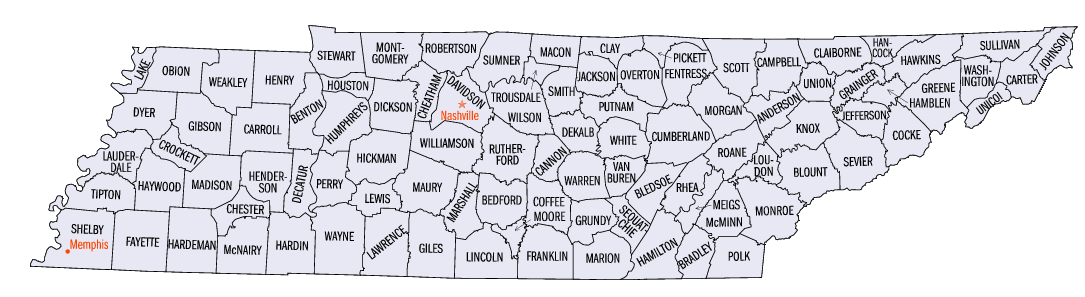
Tennessees countyn.

Detta är en lista över de 95 countyn som finns i delstaten Tennessee i USA. 
| County            | Huvudort (county seat) |
| ----------------- | ---------------------- |
| Anderson County   | Clinton                |
| Bedford County    | Shelbyville            |
| Benton County     | Camden                 |
| Bledsoe County    | Pikeville              |
| Blount County     | Maryville              |
| Bradley County    | Cleveland              |
| Campbell County   | Jacksboro              |
| Cannon County     | Woodbury               |
| Carroll County    | Huntingdon             |
| Carter County     | Elizabethton           |
| Cheatham County   | Ashland City           |
| Chester County    | Henderson              |
| Claiborne County  | Tazewell               |
| Clay County       | Celina                 |
| Cocke County      | Newport                |
| Coffee County     | Manchester             |
| Crockett County   | Alamo                  |
| Cumberland County | Crossville             |
| Davidson County   | Nashville              |
| Decatur County    | Decaturville           |
| DeKalb County     | Smithville             |
| Dickson County    | Charlotte              |
| Dyer County       | Dyersburg              |
| Fayette County    | Somerville             |
| Fentress County   | Jamestown              |
| Franklin County   | Winchester             |
| Gibson County     | Trenton                |
| Giles County      | Pulaski                |
| Grainger County   | Rutledge               |
| Greene County     | Greeneville            |
| Grundy County     | Altamont               |
| Hamblen County    | Morristown             |
| Hamilton County   | Chattanooga            |
| Hancock County    | Sneedville             |
| Hardeman County   | Bolivar                |
| Hardin County     | Savannah               |
| Hawkins County    | Rogersville            |
| Haywood County    | Brownsville            |
| Henderson County  | Lexington              |
| Henry County      | Paris                  |
| Hickman County    | Centerville            |
| Houston County    | Erin                   |
| Humphreys County  | Waverly                |
| Jackson County    | Gainesboro             |
| Jefferson County  | Dandridge              |
| Johnson County    | Mountain City          |
| Knox County       | Knoxville              |
| Lake County       | Tiptonville            |
| Lauderdale County | Ripley                 |
| Lawrence County   | Lawrenceburg           |
| Lewis County      | Hohenwald              |
| Lincoln County    | Fayetteville           |
| Loudon County     | Loudon                 |
| Macon County      | Lafayette              |
| Madison County    | Jackson                |
| Marion County     | Jasper                 |
| Marshall County   | Lewisburg              |
| Maury County      | Columbia               |
| McMinn County     | Athens                 |
| McNairy County    | Selmer                 |
| Meigs County      | Decatur                |
| Monroe County     | Madisonville           |
| Montgomery County | Clarksville            |
| Moore County      | Lynchburg              |
| Morgan County     | Wartburg               |
| Obion County      | Union City             |
| Overton County    | Livingston             |
| Perry County      | Linden                 |
| Pickett County    | Byrdstown              |
| Polk County       | Benton                 |
| Putnam County     | Cookeville             |
| Rhea County       | Dayton                 |
| Roane County      | Kingston               |
| Robertson County  | Springfield            |
| Rutherford County | Murfreesboro           |
| Scott County      | Huntsville             |
| Sequatchie County | Dunlap                 |
| Sevier County     | Sevierville            |
| Shelby County     | Memphis                |
| Smith County      | Carthage               |
| Stewart County    | Dover                  |
| Sullivan County   | Blountville            |
| Sumner County     | Gallatin               |
| Tipton County     | Covington              |
| Trousdale County  | Hartsville             |
| Unicoi County     | Erwin                  |
| Union County      | Maynardville           |
| Van Buren County  | Spencer                |
| Warren County     | McMinnville            |
| Washington County | Jonesborough           |
| Wayne County      | Waynesboro             |
| Weakley County    | Dresden                |
| White County      | Sparta                 |
| Williamson County | Franklin               |
| Wilson County     | Lebanon                |